# Studio City
Studio City ist ein Stadtteil der kalifornischen Metropole Los Angeles, der im Süden des San Fernando Valley liegt.

## Geographie
Studio City grenzt an Beverly Crest, Hollywood Hills, Hollywood Hills West, North Hollywood, Sherman Oaks, Toluca Lake, Universal City und Valley Village.

## Geschichte
Studio City bekam seinen Namen in den 1920er Jahren, als Mack Sennett mit seinen Studios in die Nähe des Ventura Boulevard zog. Ein Teil der Bevölkerung zog den Namen Laurelwood vor, aber die Handelskammer entschied sich dagegen.

## Töchter und Söhne der Stadt
- Shawn Southwick-King (* 1959), Schauspielerin, Sängerin, Model
- Ryan Thacher (* 1989), Tennisspieler
- Paul Thomas Anderson (* 1970), Filmregisseur, Filmproduzent
- Malcolm James McCormick (1992–2018), Rapper
- Jennette Michelle Faye McCurdy (* 1992), Sängerin, Schauspielerin, Regisseurin
- Ilsey Juber (* 1986), Singer-Songwriter

## Galerie

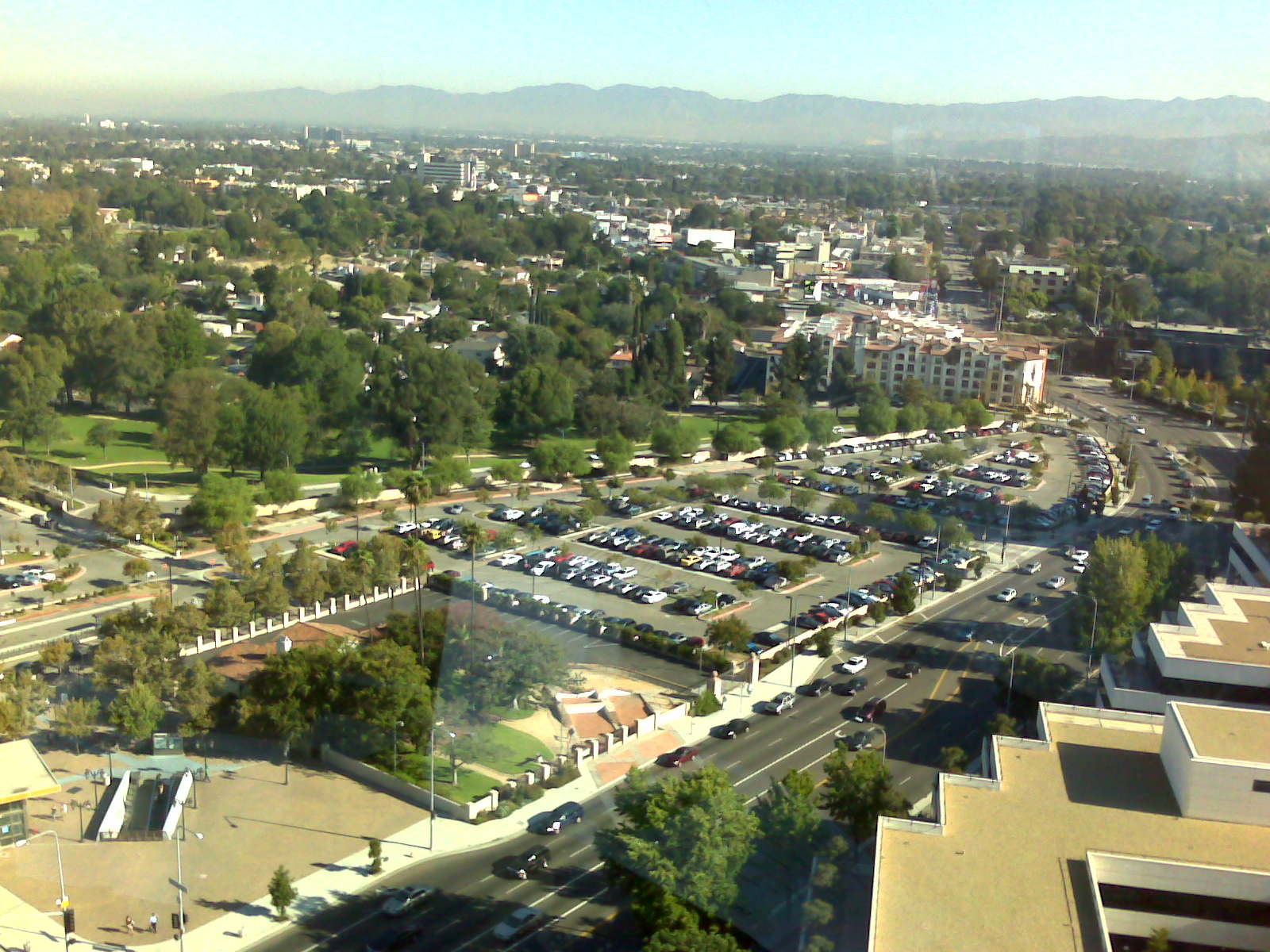
Blick vom Gelände der Universal Studios auf den Lankershim Boulevard mit dem ehemaligen Campo de Cahuenga und Studio City
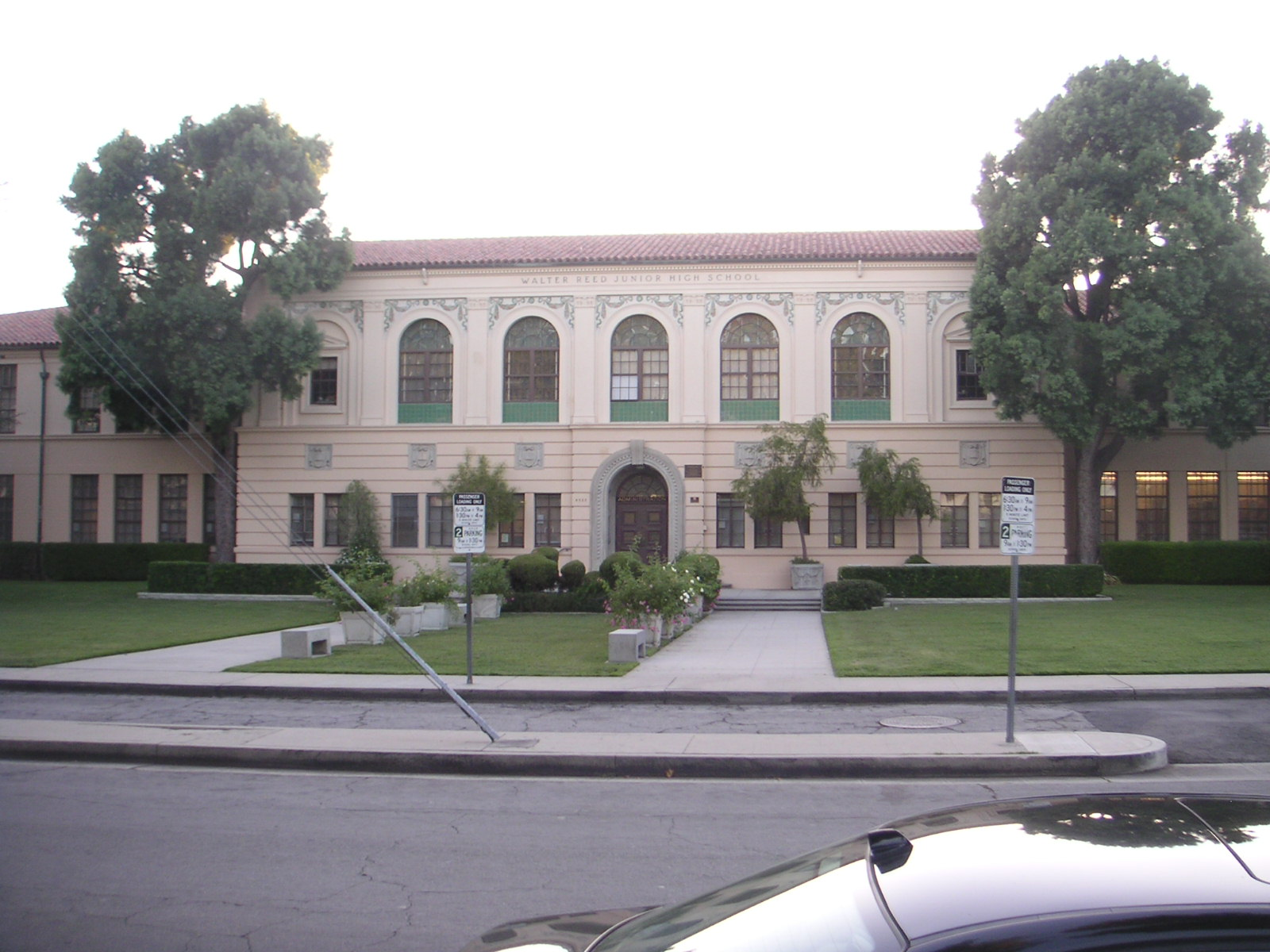
Die Walter Reed Middle School in der Irvine Avenue
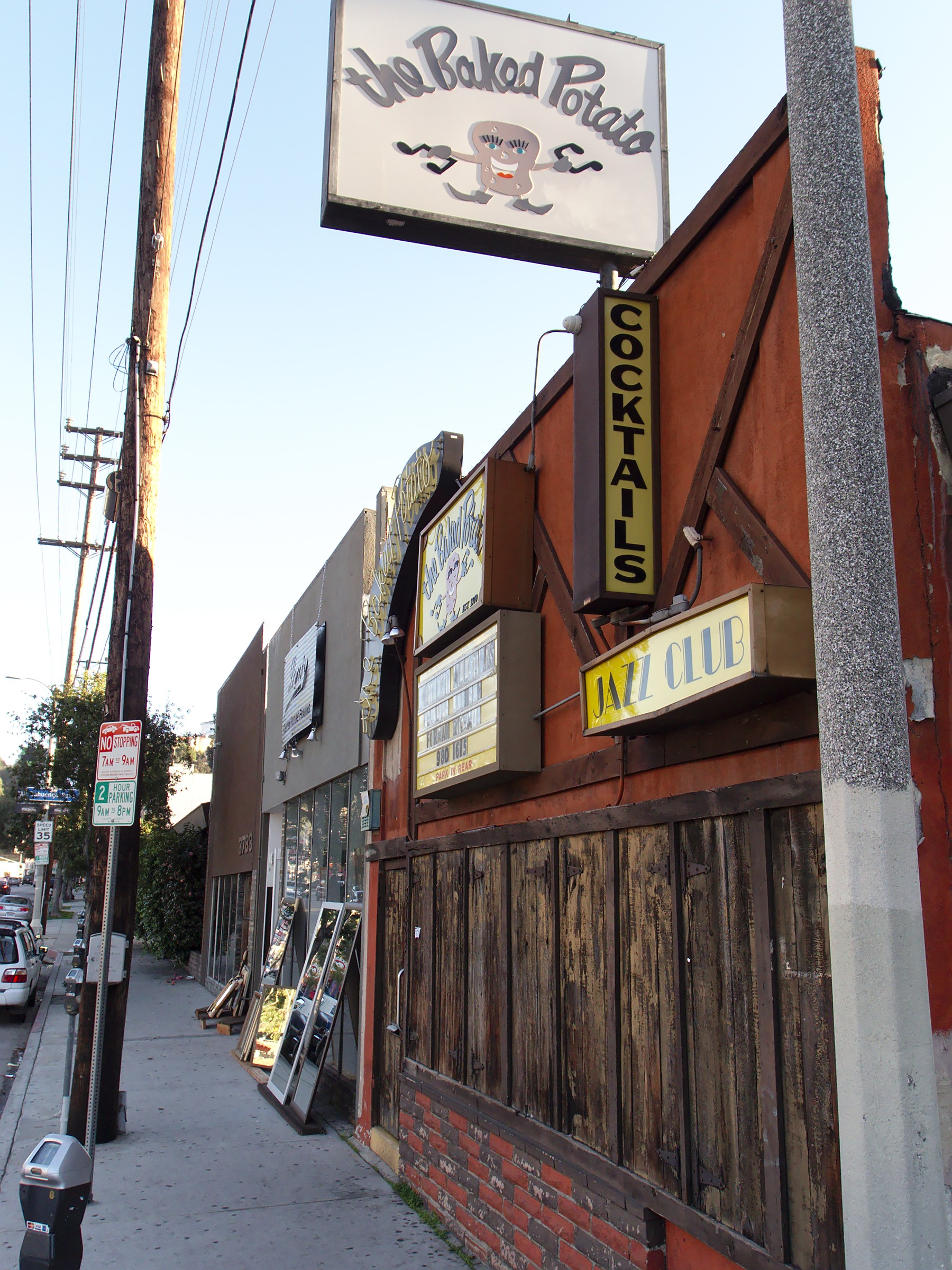
Der Jazz-Club The Baked Potato auf dem Cahuenga Boulevard
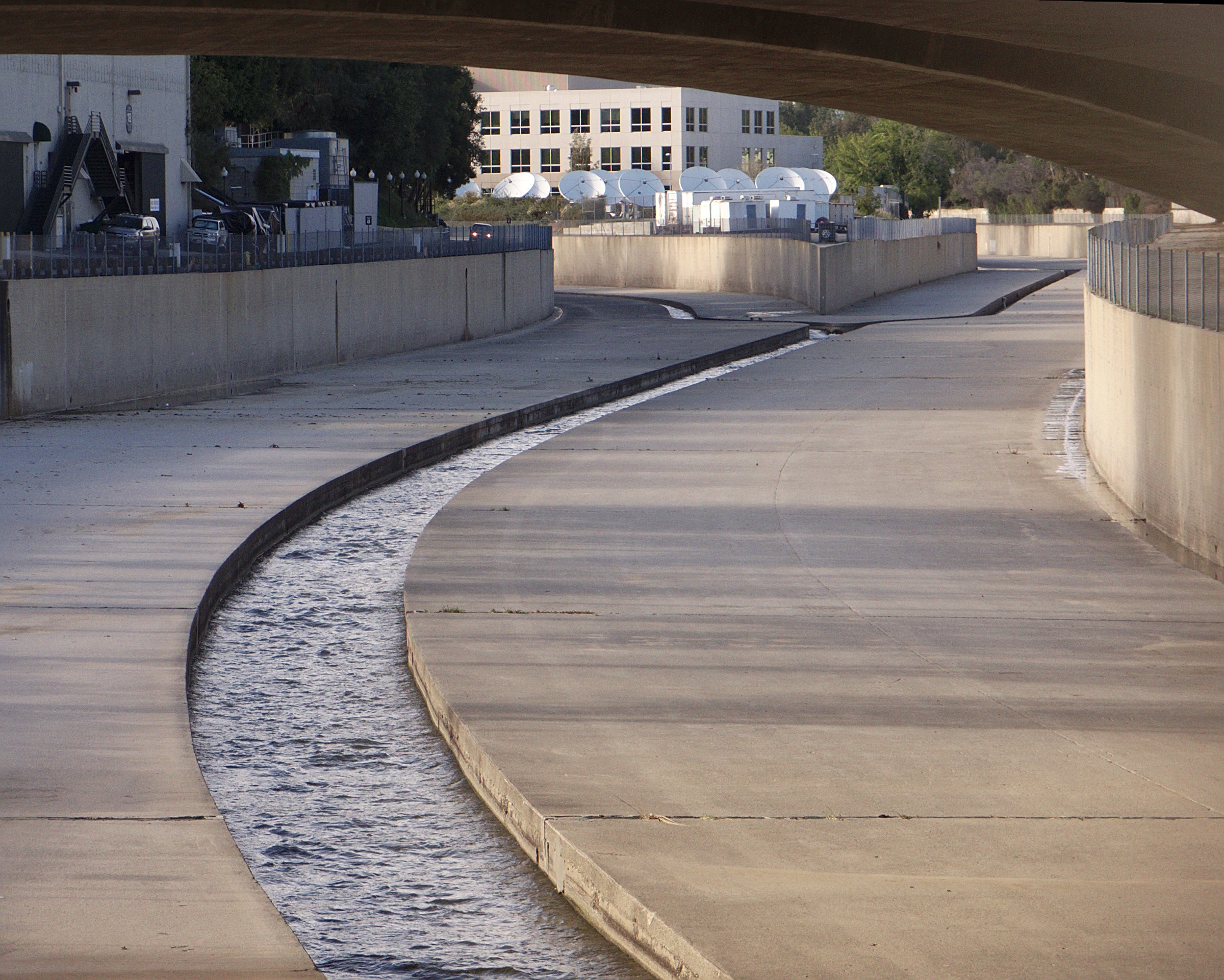
Der Tujunga Wash nahe der Colfax Avenue
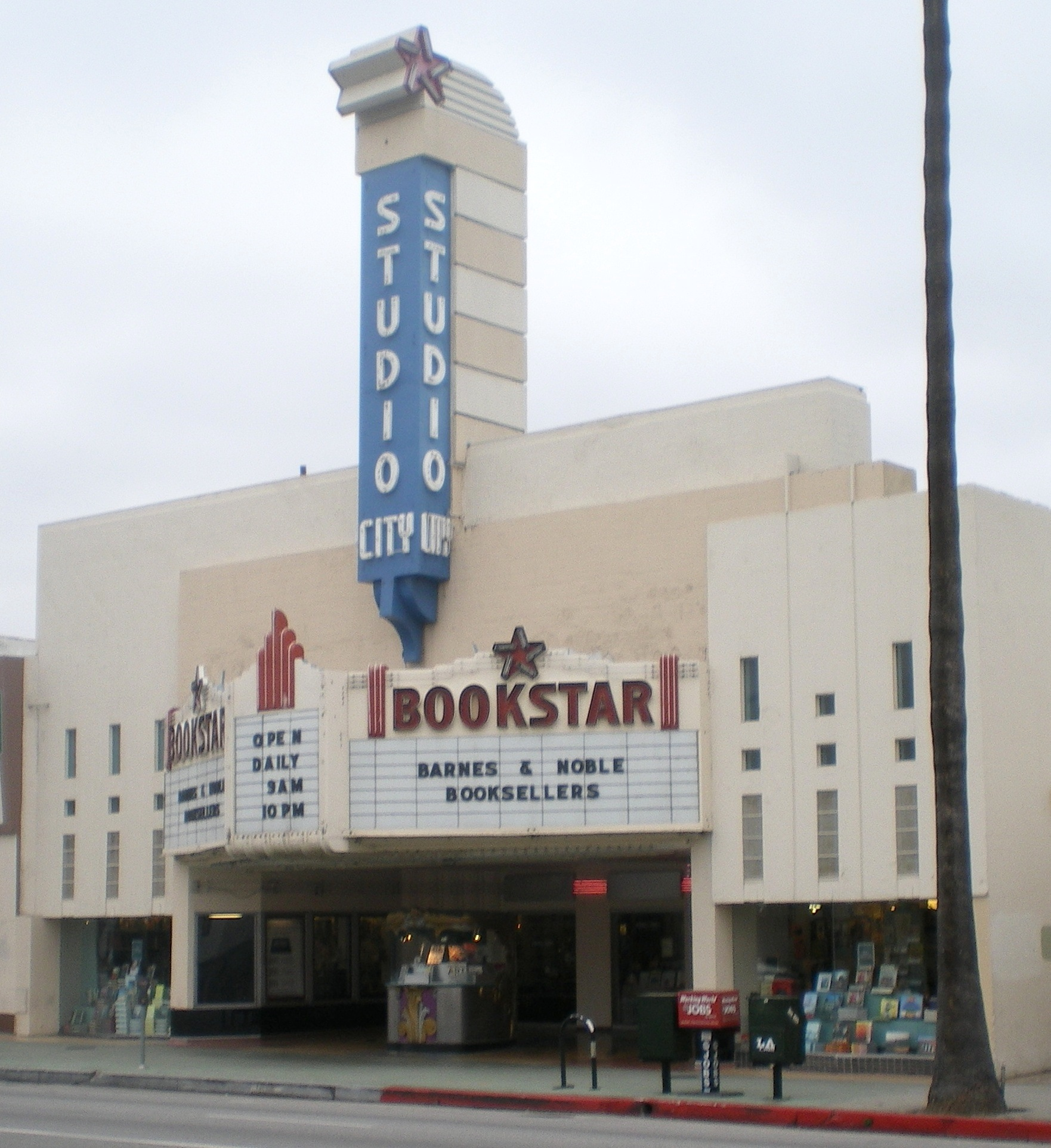
Das Studio City Theater auf dem Ventura Boulevard